# Tündern

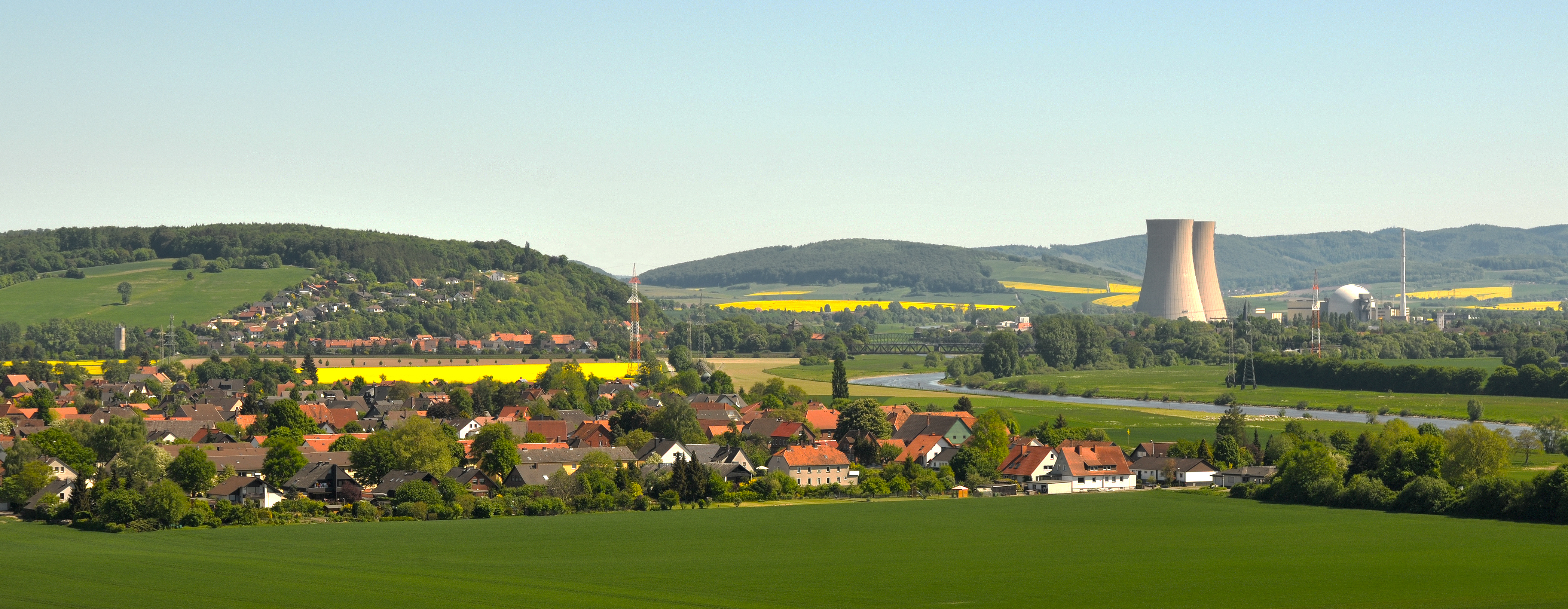
Blick auf Tündern und das Kernkraftwerk Grohnde, links der Bückeberg mit dem Gelände des Reichserntedankfest

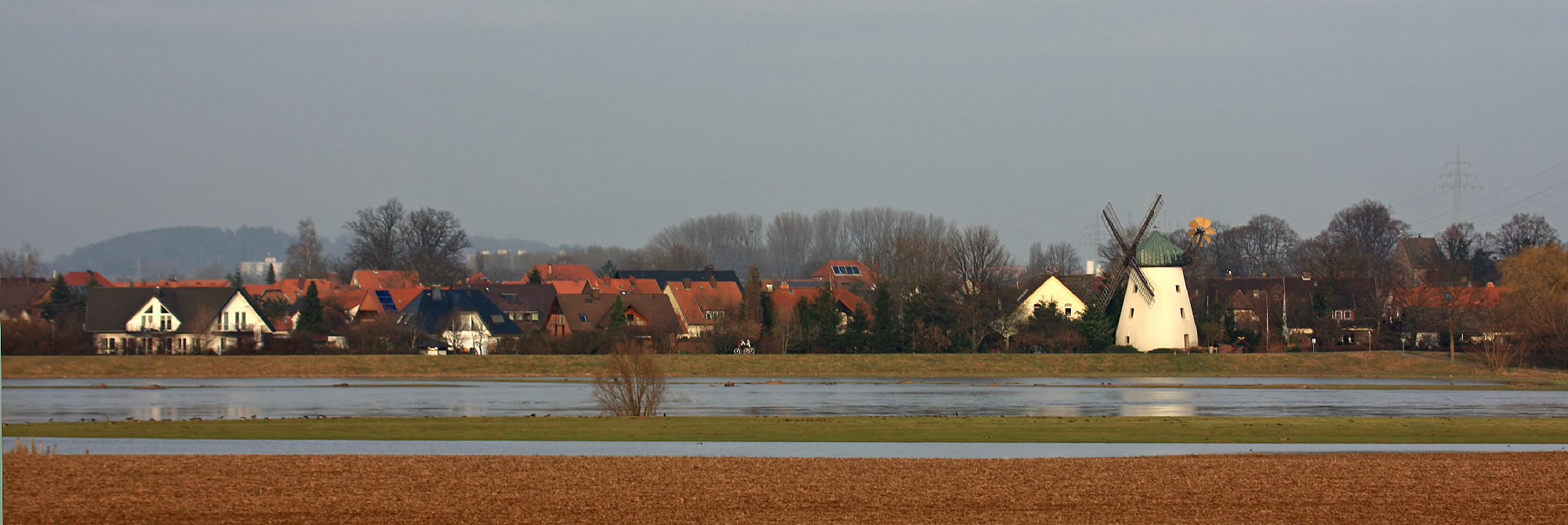
Tündern mit Windmühle, im Vordergrund die Weser

Tündern ist ein südlich des Zentrums gelegener Ortsteil der Stadt Hameln im Landkreis Hameln-Pyrmont in Niedersachsen. Der Ort liegt in einem Bogen der westlich vorbeifließenden Weser und ist über die Landesstraße 424 mit dem Stadtkern verbunden. Flächenmäßig ist Tündern der größte einzelne Bezirk Hamelns.

## Geschichte
Erste urkundliche Erwähnung fand Tündern im Jahr 1004 unter dem Namen Tundirum in einem Dokument des Klosters Kemnade. Im Mittelalter befand sich beim Ort auf dem sogenannten Tündernanger die Hochgerichtsstätte des Amtes Ohsen, wo 1583 eine Hexenverbrennung stattfand. Die letzte Hinrichtung erfolgte hier im Jahr 1763 mit dem Hängen eines Pferdediebes.
Am 1. Januar 1973 wurde Tündern in die Kreisstadt Hameln eingegliedert.

## Bahnhof Tündern

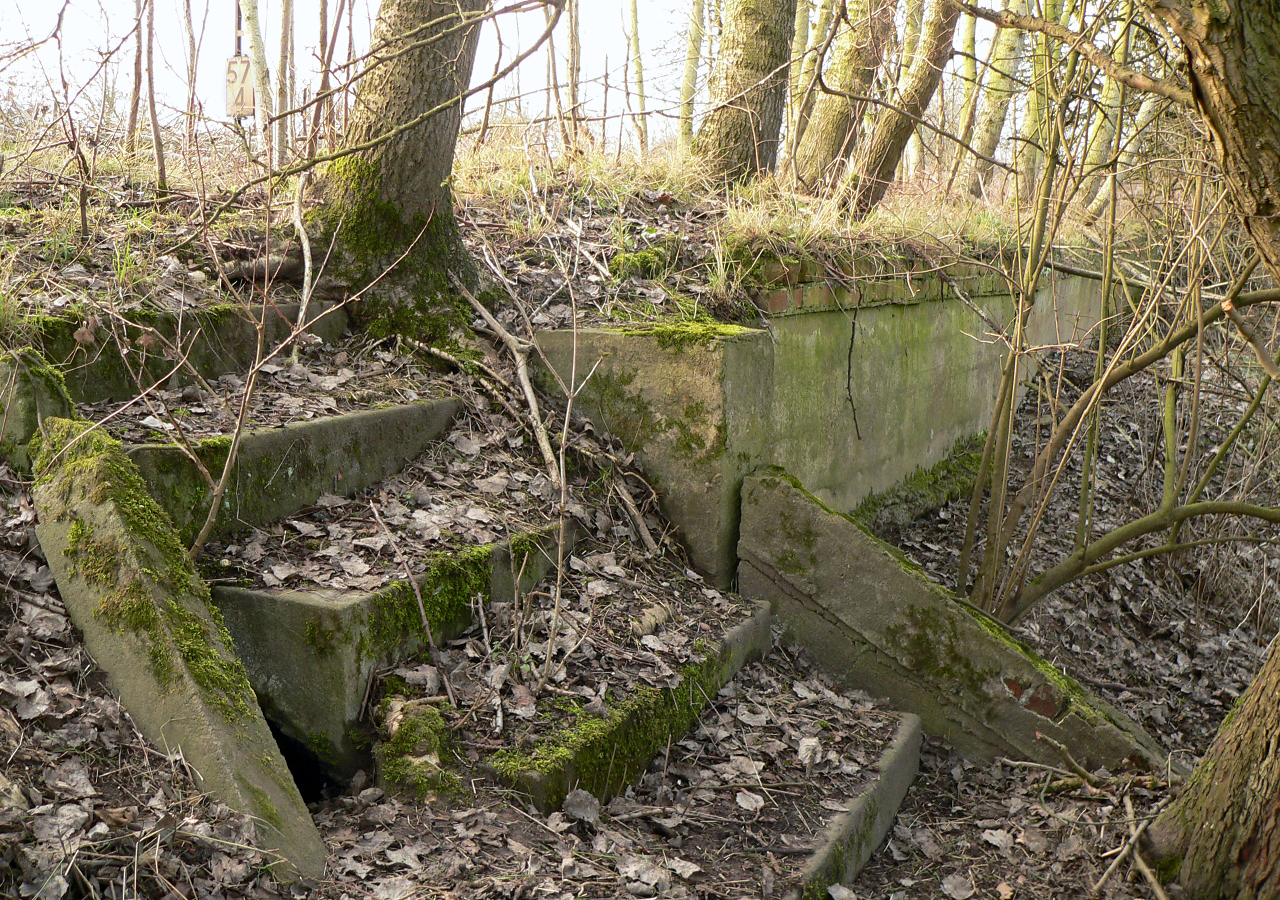
Baureste des früheren „Führerbahnhofs“

Der Ort besaß einen Haltepunkt an der Bahnstrecke Hannover–Altenbeken, welcher 1913 eröffnet wurde. Da der Ort nur etwa einen Kilometer vom Bückeberg entfernt war, wurde dieser Haltepunkt im Rahmen der Ausbauarbeiten für das Reichserntedankfest 1935 in einen viergleisigen „Führerbahnhof“ umgebaut. Dieser hatte besonders lange Bahnsteige für den Sonderzug Adolf Hitlers. Das zugehörige Gebäude erhielt acht Fahrkartenschalter. Zudem wurde eine Rampe angelegt, an der der Dienstwagen von Adolf Hitler entladen werden konnte.
Nach dem Zweiten Weltkrieg wurden die nicht benötigten Bahnsteige wieder abgebaut und der Bahnhof zum Haltepunkt zurückgestuft. Im Jahre 1964 wurde der Personenhalt aufgelassen und das Gebäude als Blockstelle verwendet. Ende der 1970er Jahre wurde sie außer Betrieb genommen und das Gebäude abgerissen. Reste der Autorampe sind noch auffindbar.

## Politik
Ortsbürgermeister ist Alexander Usadel (CDU).
Seit der Kommunalwahl 2021 ist die Sitzverteilung im Ortsrat wie folgt:
- CDU: 3 Sitze
- SPD: 3 Sitze
- FDP: 1 Sitz
- Grüne: 1 Sitz
- dieBasis: 1 Sitz

## Wappen
Durch schwarzen Balken längs gespaltener Schild.
Links auf silbernem Grund drei blaue Wasserwellen.
Rechts auf blauem Grund eine goldene gebundene Getreidegarbe.

## Kultur und Sehenswürdigkeiten
- Die Holländerwindmühle wurde 1883 vom Mühlenbauer Redecker aus Börry gebaut. 1979 wurde die Mühle restauriert, ein Jahr später zerstörte ein Blitzschlag weite Teile des oberen Bereiches. Eine zweite Restaurierung erfolgte. Die Mühle kann besichtigt werden und gibt einen Einblick in das Leben eines Müllers.
- Die Kirche St. Christophorus in Tündern stammt im Kern vom Anfang des 15. Jahrhunderts. Der Turm ist aber älter, er wurde im 13. Jahrhundert errichtet. Es handelt sich um eine vierjochige, rechteckige Saalkirche. 1802 entstand ein Anbau an Nordseite, 1877 ein weiterer im Osten.
- Ein Dorfmuseum wird vom Verein für Heimatpflege und Grenzbeziehung Tundirum betrieben. Ihm ist ein historischer Bauerngarten angeschlossen.

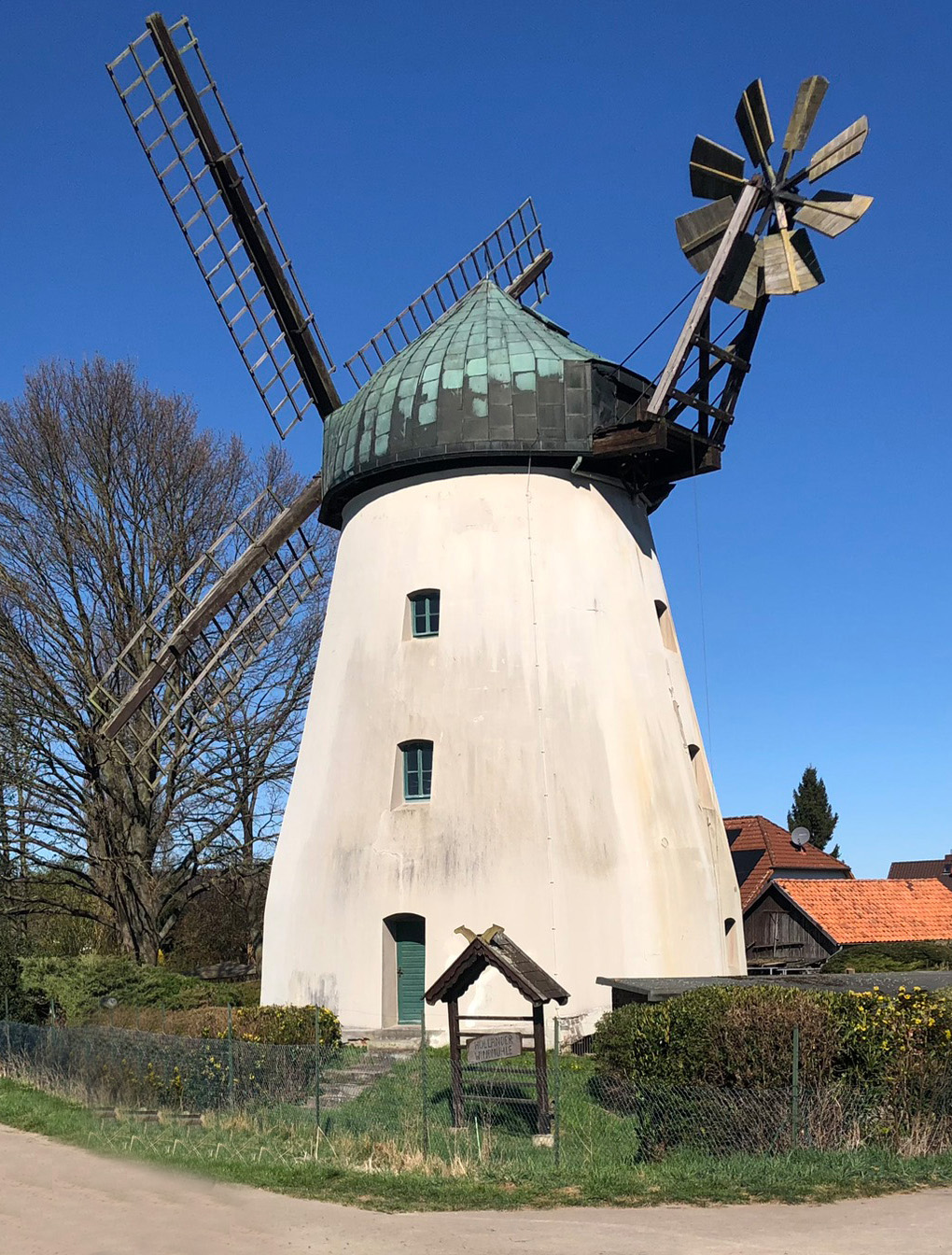
Windmühle (1883)
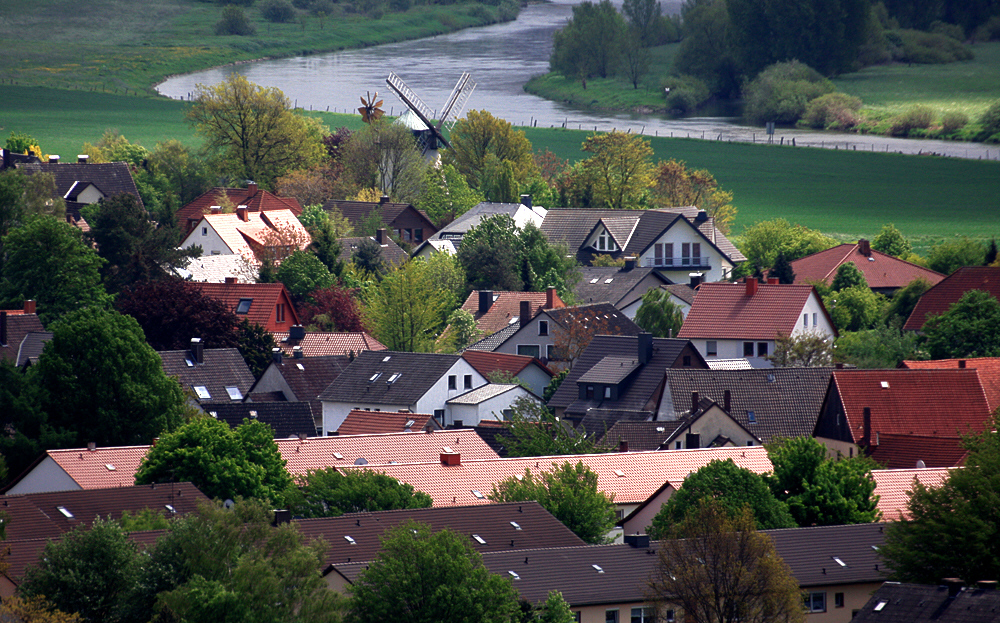
Lage der Mühle am Ortsrand
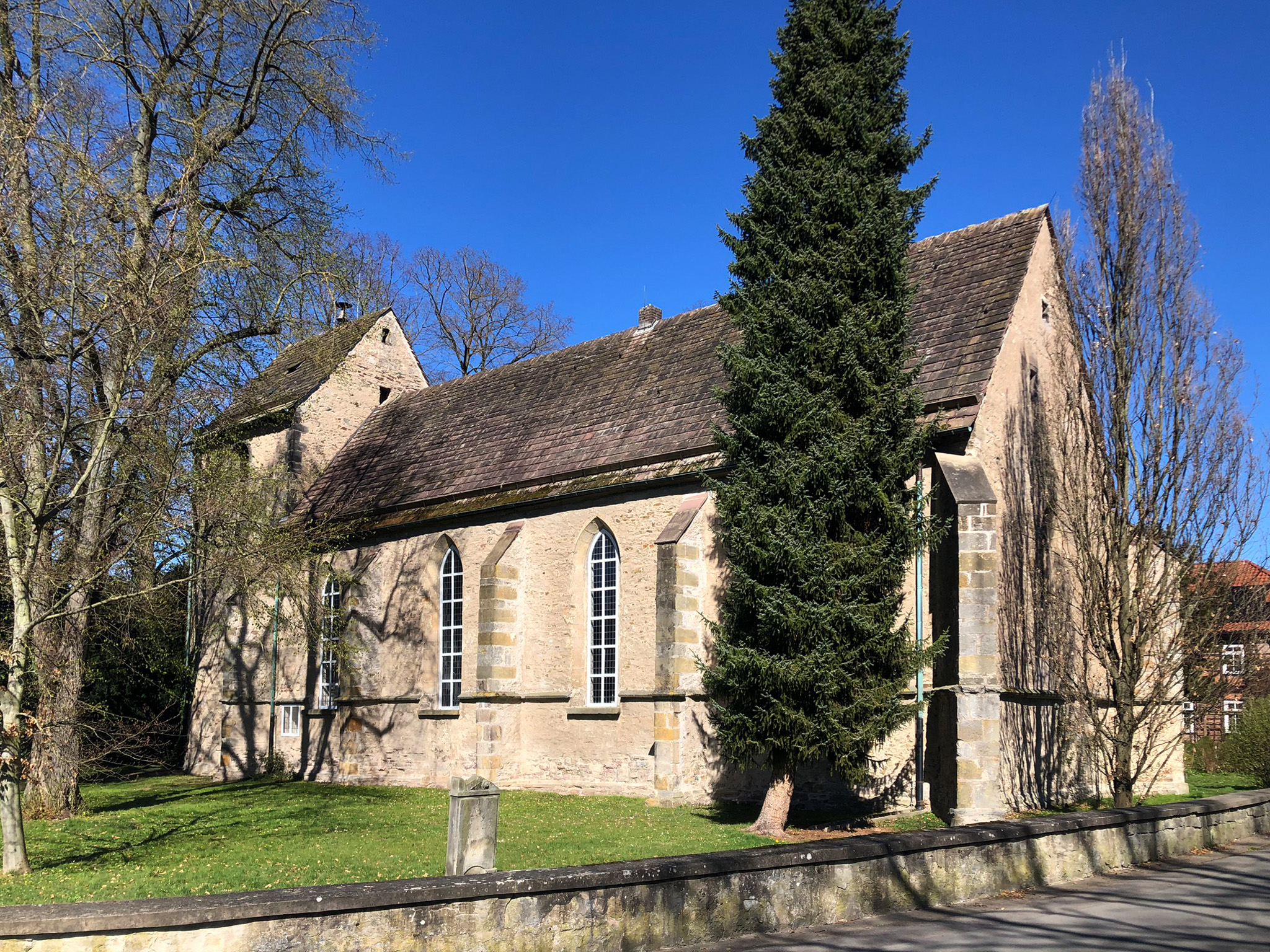
St. Christophorus (15. Jahrhundert)

Tündern beheimatet einen Tischtennisverein der Oberliga Nord-West TSV Schwalbe Tündern und einen Fußballverein HSC BW Tündern. Bei Tündern außerhalb der Bebauung liegt die Jugendanstalt Hameln, die mit 793 Haftplätzen die größte Jugendstrafanstalt Deutschlands ist.

## Projekt Tündernsee
Im Rahmen der Nachnutzung der örtlichen Auskiesungsflächen soll bis 2030 im Norden der Ortschaft ein Naherholungsgebiet geschaffen werden. Auf rund 16 Hektar sollen unterschiedliche Wassersportangebote u. a. ein Seebad errichtet werden, weitere 54 Hektar stehen dann für den Segelsport zur Verfügung; die restliche Wasserfläche dient dem Natur- und Artenschutz. Schon jetzt finden Tauchsport, Segler und Stand-Up-Paddler hervorragende Bedingung für ihren Sport am Ostufer vor.

## Persönlichkeiten

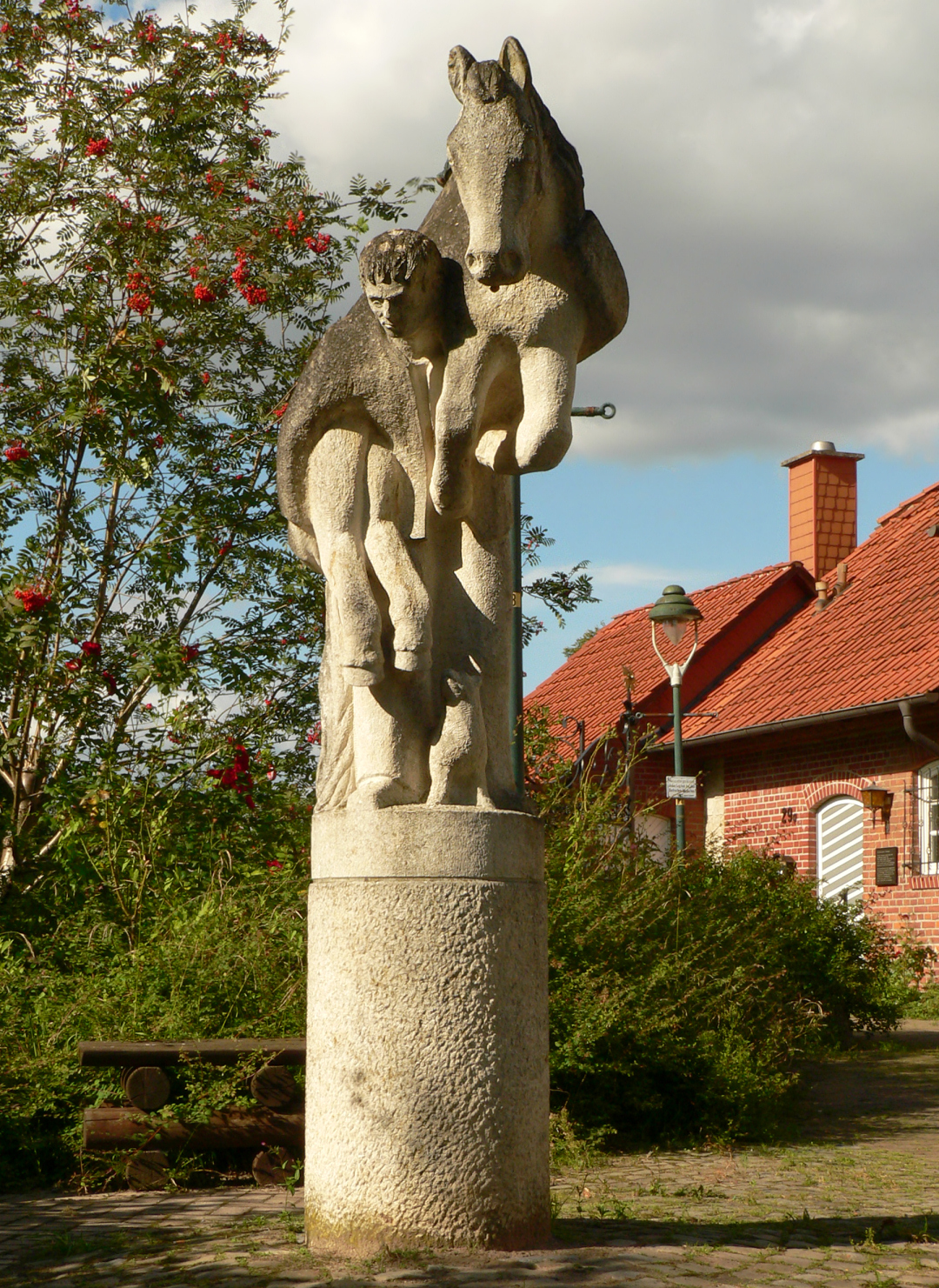
Denkmal für Jobst-Hinrich Meier, genannt Kraftmeier

- Im Jahre 1583  wurden in einem Hexenprozess hingerichtet: die Walterbergische, die Flentsche, die Schutmensche.[4]
- Jobst-Hinrich Meier (1699–1790), genannt Kraftmeier, werden in Überlieferungen große Kräfte nachgesagt. Er soll für eine Wette ein Pferd auf der Schulter getragen haben.[5] Auf ihn ist der Ausdruck Kraftmeier zurückzuführen. Er initiierte den Bau des ersten Weserdamms in Tündern. Im Jahre 1983 wurde für ihn eine Gedenktafel aufgestellt.[6] Außerdem steht im Ort ein Denkmal, das ihn beim Tragen eines Pferdes zeigt.
- Bekanntester Bürger war der ehemalige Bürgermeister Werner Bruns (1925–1994), der 20 Jahre zugleich auch stellvertretender Landrat des Landkreises Hameln-Pyrmont war. Nach ihm wurde in Hameln eine Straße als Bürgermeister-Bruns-Straße benannt, weil er maßgeblich zum Erhalt der Altstadt beigetragen hat. Er war Träger des Bundesverdienstkreuzes und Mitglied der evangelischen Landessynode. In der Ortschaft wurde er der „Löwe von Tündern“ genannt.
- Der Tischtennisspieler Dimitrij Ovtcharov ist einer der bekanntesten Tünderaner. Er spielte beim TSV Schwalbe Tündern in der Bundesligamannschaft und wurde bei den Olympischen Spielen 2012 (Tischtennis) Bronzemedaillen-Gewinner sowohl im Einzel als auch mit der deutschen Mannschaft. Im Jahre 2021 wiederholte er im Einzel diesen Erfolg.